# Семейство Августы
Семейство Августы — небольшое семейство астероидов, расположенное в главном поясе. Семейство названо в честь первого астероида, классифицированного в эту группу — (254) Августа.

## Крупнейшие астероиды этого семейства
| Имя              | Диаметр | Большая полуось | Наклонение орбиты | Эксцентриситет орбиты | Год открытия |
| ---------------- | ------- | --------------- | ----------------- | --------------------- | ------------ |
| (254) Августа    | 12,0 км | 2,195 а. е.     | 4,515 °           | 0,121                 | 1886         |
| (5535) Аннафранк | 4,8 км  | 2,213 а. е.     | 4,246 °           | 0,0636                | 1943         |